# Bellmead, Texas
Bellmead là một thành phố thuộc quận McLennan, tiểu bang Texas, Hoa Kỳ. Năm 2010, dân số của xã này là 9901 người.

## Dân số
- Dân số năm 2000: 9214 người.
- Dân số năm 2010: 9901 người.